# Goo Hae-ryung, la historiadora novata
Goo Hae-ryung, la historiadora novata (hangul: 신입사관 구해령; RR: Sinipsagwan guhaeryeong; título internacional: Rookie Historian Goo Hae-ryung) es una serie televisiva surcoreana de 2019 dirigida por Kang Il-soo y Han Hyun-hee, y protagonizada por Shin Se-kyung y Cha Eun-woo.
La serie fue emitida por MBC los miércoles y jueves a las 21:00 horas, desde el 17 de julio hasta el 26 de septiembre de 2019, y distribuida internacionalmente a través de Netflix.

## Argumento
La historia se centra en el personaje de Go Hae-ryung, una joven que entra a trabajar como aprendiz de cronista oficial en el palacio real, y conoce así al príncipe Dowon, quien vive separado del resto de la familia real y de la corte, prácticamente prisionero, y se dedica a escribir novelas románticas que publica con un seudónimo. Ambos se ven implicados en las intrigas que se suceden en la corte, relacionadas con el destronamiento y ejecución, veinte años atrás, del anterior rey, que había intentado abrir el país a la influencia occidental mediante la creación de una escuela llamada Seoraewon, dirigida por el propio padre de Go Hae-ryung. Tanto esta como el príncipe Dowon van descubriendo poco a poco que los hechos ocurridos en esa época han sido determinantes para el transcurrir de sus vidas. 

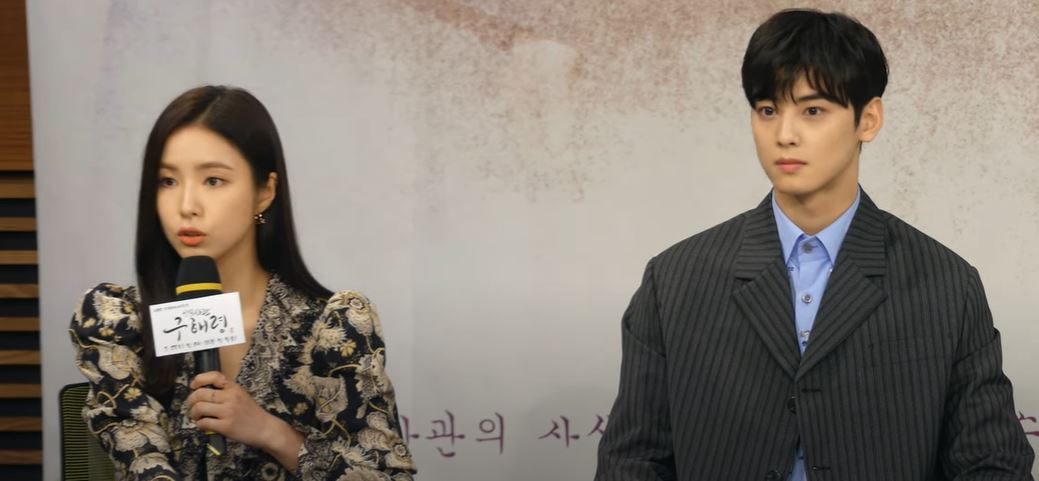
Los protagonistas de Goo Hae-ryung, la historiadora novata

## Reparto

### Principal
- Shin Se-kyung como Goo Hae-ryung (nacida Seo Hee-yeon). Una joven noble que se convierte en una de las cuatro aprendices de historiadoras o cronistas seleccionadas para la corte real. Hija de Seo Moon-jik, el que fuera director de la escuela de estudios occidentales Seoraewon,  desde que quedó huérfana vive con el que considera como su hermano mayor Jae-kyeong, que prometió a su padre cuidar de ella.[3]
- Cha Eun-woo como Yi Rim (Príncipe Dowon). Hijo primogénito del destronado rey Huiyeong Yi Gyeom y por tanto heredero legítimo al trono. Segregado en un pabellón de la corte, pasa el tiempo escribiendo novelas románticas que publica con mucho éxito bajo el seudónimo de Maehwa. No se implica en asuntos políticos, y considera a su tío, el rey Yi Tae, como su padre, y a su primo el príncipe Yi Jin como su hermano mayor.[4]
- Park Ki-woong como el príncipe heredero Yi Jin,[5] quien actúa también como regente del reino gobernando junto a su padre.

### Personas cercanas a Hae-ryung
- Gong Jung-hwan como Goo Jae-kyeong, tutor de Hae-ryung; veinte años antes era estudiante de medicina y compañero de clase de Mo-hwa  en el Seoraewon. Es también quien escribe el libro prohibido La Historia de Hodam.
- Yang Jo-a como Seol-geum, trabaja en la casa de Hae-ryung y es su confidente.
- Lee Kwan-hoon como Gak-soi.

### La corte real
- Kim Min-sang como el rey Hamyeong Yi Tae.
- Choi Deok-moon como el consejero de estado Min Ik-pyeong.
- Kim Ye-rin como la princesa heredera Min Woo-hee.
- Kim Yeo-jin como la reina madre Dowager.

### Personal de la Oficina de Reales Decretos

#### Los funcionarios
- Lee Ji-hoon como Min Woo-won.[6]
- Heo Jeong-do como Yang Si-haeng.
- Kang Hoon como Hyeon Kyeong-mook.
- Nam Tae-woo como Son Gil-seung.
- Yoon Jung-sub como Hwang Jang-goon.
- Ji Gun-woo como Seong Seo-kwon.
- Oh Hee-joon como Ahn Hong-ik.[7]
- Lee Jung-ha como Kim Chi-gook.[8][9]

#### Las aprendices
- Park Ji-hyun como Song Sa-hee.[10]
- Lee Ye-bin como Oh Eun-im.
- Jang Yoo-rim como Heo Ah-ran.

### Otros
- Jeon Ik-ryeong como Mo-hwa, médica y mujer de confianza de la reina Dowager, antigua estudiante en el Seoraewon.[11]
- Sung Ji-ru como Heo Sam-bo, eunuco del príncipe Dowon.
- Ryu Tae-ho como Song Jae-cheon, consejero en la corte y padre de Song Sa-hee.
- Kim Yong-un como Gwi Jae, a las órdenes de Min Ik-pyeong.
- Lee Do-yeop como Shim Geum-yeol.
- Woo Mi-wha como profesora de Goo Hae-ryung.

### Apariciones especiales
- Seo Young-joo como Lee Seung-hoon: magistrado de Songhwahyeon que iba a ser el marido de Hae-ryung (episodio 7).
- Fabien Yoon como:
  - Jean Baptiste Barthélemy - un francés que entra clandestinamente en Joseon para buscar la tumba de su hermano mayor.
  - Dominique - el hermano mayor de Jean, profesor de medicina en el Seoraewon.
- Yoon Jong-hoon como Huiyeong Yi Gyeom (conocido también como Hodam), el rey destronado y padre del príncipe Dowon.
- Lee Seung-hyo como Seo Moon-jik (llamado también Yeongan), padre de Hae-ryung y decano de Seoraewon, donde murió asesinado junto con casi todo el personal de la escuela.
- Lee Jong-hyuk como el jefe de la turba (ep. 1-2).
- Jo Jae-yoon como Kim Cheok-jeom (ep. 3).

## Producción
El presupuesto total de la serie fue de 13 mil millones de wones, y fue financiado por Netflix.

## Banda sonora original

### Parte 1
| Publicada el 17 de julio de 2019 |                       |         |          |  |
| N.º                              | Título                | Artista | Duración |  |
| 1.                               | «Fall in Luv»         | Henry   | 03:38    |  |
| 2.                               | «Fall in Luv» (Inst.) |         | 03:38    |  |

### Parte 2
| Publicada el 7 de agosto de 2019 |                    |             |          |  |
| N.º                              | Título             | Artista     | Duración |  |
| 1.                               | «My Dream»         | Yoon Mi-rae | 03:54    |  |
| 2.                               | «My Dream» (Inst.) |             | 03:54    |  |

### Parte 3
| Publicada el 21 de agosto de 2019 |                 |                            |          |  |
| N.º                               | Título          | Artista                    | Duración |  |
| 1.                                | «Come» (어서와) | Lee Seok-hoon (SG Wannabe) | 04:02    |  |
| 2.                                | «Come» (Inst.)  |                            | 04:02    |  |

### Parte 4
| Publicada el 4 de septiembre de 2019 |                                      |         |          |  |
| N.º                                  | Título                               | Artista | Duración |  |
| 1.                                   | «You Are My Love» (처음부터 내 사랑) | Lucia   | 03:58    |  |
| 2.                                   | «You Are My Love» (Inst.)            |         | 03:58    |  |

### Parte 5
| Publicada el 11 de septiembre de 2019 |                      |              |          |  |
| N.º                                   | Título               | Artista      | Duración |  |
| 1.                                    | «Forever» (영원토록) | Park Soo-jin | 03:01    |  |
| 2.                                    | «Forever» (Inst.)    |              | 03:01    |  |

### Parte 6
| Publicada el 18 de septiembre de 2019 |                                |                                                   |          |  |
| N.º                                   | Título                         | Artista                                           | Duración |  |
| 1.                                    | «Please Remember» (기억해줘요) | Cha Eun-woo ([[ASTRO (South Korean band)\|ASTRO]) | 03:33    |  |
| 2.                                    | «Please Remember» (Inst.)      |                                                   | 03:33    |  |

| Disc 2: |                                                  |              |          |  |
| N.º     | Título                                           | Artista      | Duración |  |
| 1.      | «Rookie Historian Goo Hae-ryung» (Opening Title) | Kim Ji-eun   | 1:20     |  |
| 2.      | «Blossom»                                        | Lee Sa-ya    | 2:19     |  |
| 3.      | «Run»                                            | Dacapo       | 1:46     |  |
| 4.      | «On a Dazzling Day»                              | Lee Sa-ya    | 2:31     |  |
| 5.      | «Be a Flower»                                    | Park Jong-mi | 4:02     |  |
| 6.      | «Hanbang Romance»                                | Na Won-hye   | 2:01     |  |
| 7.      | «My Dear»                                        | Park Jong-mi | 2:48     |  |
| 8.      | «Nima»                                           | Supersound   | 2:34     |  |
| 9.      | «History on Records»                             | Lee Sa-ya    | 1:43     |  |
| 10.     | «A Moonlit»                                      | Im Na-rae    | 2:50     |  |
| 11.     | «Feather»                                        | Supersound   | 2:19     |  |
| 12.     | «Behind Story»                                   | Yoon Yoo-jin | 2:31     |  |
| 13.     | «Las Estrellas»                                  | Supersound   | 3:36     |  |
| 14.     | «Four Notes»                                     | Im Na-rae    | 2:18     |  |
| 15.     | «Dawn of War»                                    | Supersound   | 2:45     |  |
| 16.     | «Shadow»                                         | Supersound   | 2:35     |  |
| 17.     | «Solitude»                                       | Im Na-rae    | 2:22     |  |
| 18.     | «Swaying Lanterns»                               | Kim Ji-eun   | 3:35     |  |
| 19.     | «Longing»                                        | Kim Ji-eun   | 3:39     |  |
| 20.     | «The Secret place in your heart»                 | Dacapo       | 3:50     |  |

## Índices de audiencia
| Episodio | Fecha de emisión         | Índices de audiencia AGB Nielsen | Índices de audiencia AGB Nielsen |
| Episodio | Fecha de emisión         | Corea del Sur                    | Seúl                             |
| --- | ------------------------ | -------------------------------- | -------------------------------- |
| 1 | 17 de julio de 2019      | 4,0 % (NR)                       | ND                               |
| 2 | 17 de julio de 2019      | 6,0 % (14.º)                     | 6,7 % (9.º)                      |
| 3 | 18 de julio de 2019      | 3,7 % (NR)                       | ND                               |
| 4 | 18 de julio de 2019      | 5,0 % (18.º)                     | 5,1 % (19.º)                     |
| 5 | 24 de julio de 2019      | 4,5 % (NR)                       | ND                               |
| 6 | 24 de julio de 2019      | 6,4 % (14.º)                     | 6,4 % (12.º)                     |
| 7 | 25 de julio de 2019      | 5,6 % (17.º)                     | 5,8 % (13.º)                     |
| 8 | 25 de julio de 2019      | 6,8 % (11.º)                     | 7,3 % (10.º)                     |
| 9 | 31 de julio de 2019      | 4,4 % (NR)                       | ND                               |
| 10 | 31 de julio de 2019      | 7,3 % (7.º)                      | 7,6 % (8.º)                      |
| 11 | 1 de agosto de 2019      | 4,7 % (18.º)                     | 5,1 % (17.º)                     |
| 12 | 1 de agosto de 2019      | 6,9 % (8.º)                      | 7,2 % (6.º)                      |
| 13 | 7 de agosto de 2019      | 5,1 % (19.º)                     | 5,2 % (19.º)                     |
| 14 | 7 de agosto de 2019      | 6,8 % (13.º)                     | 7,0 % (10.º)                     |
| 15 | 8 de agosto de 2019      | 4,7 % (19.º)                     | 4,9 % (17.º)                     |
| 16 | 8 de agosto de 2019      | 6,4 % (12.º)                     | 6,5 % (9.º)                      |
| 17 | 14 de agosto de 2019     | 4,1 % (NR)                       | ND                               |
| 18 | 14 de agosto de 2019     | 6,2 % (12.º)                     | 6,8 % (9.º)                      |
| 19 | 15 de agosto de 2019     | 4,2 % ((NR))                     | ND                               |
| 20 | 15 de agosto de 2019     | 6,5 % (11.º)                     | 6,4 % (10.º)                     |
| 21 | 21 de agosto de 2019     | 4,3 % (NR)                       | ND                               |
| 22 | 21 de agosto de 2019     | 6,2 % (12.º)                     | 6,3 % (11.º)                     |
| 23 | 22 de agosto de 2019     | 4,9 % (20.º)                     | 5,2 % (17.º)                     |
| 24 | 22 de agosto de 2019     | 7,1 % (9.º)                      | 7,6 % (8.º)                      |
| 25 | 28 de agosto de 2019     | 3,8 % (NR)                       | ND                               |
| 26 | 28 de agosto de 2019     | 5,9 % (14.º)                     | 6,1 % (9.º)                      |
| 27 | 29 de agosto de 2019     | 4,4 % (NR)                       | 4,8 % (19.º)                     |
| 28 | 29 de agosto de 2019     | 6,9 % (8.º)                      | 7.º,4 (7.º)                      |
| 29 | 4 de septiembre de 2019  | 3,7 % (NR)                       | ND                               |
| 30 | 4 de septiembre de 2019  | 5,5 % (16.º)                     | 5,5 % (17.º)                     |
| 31 | 5 de septiembre de 2019  | 4,0 % (NR)                       | ND                               |
| 32 | 5 de septiembre de 2019  | 5,4 % (16.º)                     | 5,6 % (15.º)                     |
| 33 | 18 de septiembre de 2019 | 4,0 % (NR)                       | ND                               |
| 34 | 18 de septiembre de 2019 | 6,0 % (14.º)                     | 6,0 % (13.º)                     |
| 35 | 19 de septiembre de 2019 | 3,8 % (NR)                       | ND                               |
| 36 | 19 de septiembre de 2019 | 5,0 % (17.º)                     | 5,2 % (14.º)                     |
| 37 | 25 de septiembre de 2019 | 4,0 % (NR)                       | ND                               |
| 38 | 25 de septiembre de 2019 | 6,2 % (13.º)                     | 6,2 % (11.º)                     |
| 39 | 26 de septiembre de 2019 | 4,5 % (NR)                       | 4,7 % (19.º)                     |
| 40 | 26 de septiembre de 2019 | 6,6 % (10.º)                     | 6,6 % (09.º)                     |
| Promedio | Promedio                 | 5,3 %                            | —                                |
| - En la tabla superior, los números azules representan las calificaciones más bajas y los números rojos representan las más altas. - NR indica que la obra no estuvo entre los 20 programas diarios más vistos en esa fecha. - ND indica que no se publicó el dato correspondiente. |                          |                                  |                                  |

## Premios y candidaturas
| Año  | Premio           | Categoría                                                         | Destinatario                          | Resultado | Ref.          |
| ---- | ---------------- | ----------------------------------------------------------------- | ------------------------------------- | --------- | ------------- |
| 2019 | MBC Drama Awards | Gran Premio (Daesang)                                             | Shin Se-kyung                         | Candidata | [ 14 ] [ 15 ] |
| 2019 | MBC Drama Awards | Serie del año                                                     | Goo Hae-ryung, la historiadora novata | Candidata | [ 14 ] [ 15 ] |
| 2019 | MBC Drama Awards | Premio de gran excelencia, actriz en un drama de miércoles-jueves | Shin Se-kyung                         | Ganadora  | [ 14 ] [ 15 ] |
| 2019 | MBC Drama Awards | Premio de excelencia, actor en un drama de miércoles-jueves       | Cha Eun-woo                           | Ganador   | [ 14 ] [ 15 ] |
| 2019 | MBC Drama Awards | Premio de excelencia, actor en un drama de miércoles-jueves       | Park Ki-woong                         | Candidato | [ 14 ] [ 15 ] |
| 2019 | MBC Drama Awards | Premio de excelencia, actriz en un drama de miércoles-jueves      | Park Ji-hyun                          | Candidata | [ 14 ] [ 15 ] |
| 2019 | MBC Drama Awards | Mejor actor de reparto en un drama de miércoles-jueves            | Lee Ji-hoon                           | Ganador   | [ 14 ] [ 15 ] |
| 2019 | MBC Drama Awards | Mejor pareja                                                      | Cha Eun-woo y Shin Se-kyung           | Ganadores | [ 14 ] [ 15 ] |